# حاجی‌موسی‌لی (قره‌عیسی‌لی)
حاجی‌موسی‌لی (به ترکی استانبولی: Hacımusalı) یک منطقهٔ مسکونی در ترکیه است که در کارایسالی واقع شده‌است.